# Christer Adelsbo
Rolf Christer Adelsbo, född 9 juni 1962 i Kristianstads Heliga Trefaldighets församling, är en svensk politiker (socialdemokrat). Han var ordinarie riksdagsledamot 2002–2014 (även tjänstgörande ersättare 2016–2017), invald för Skåne läns norra och östra valkrets.

## Biografi
Adelsbo var 1993–2002 kommunalråd i Bromölla kommun.

### Riksdagsledamot
Adelsbo var ordinarie riksdagsledamot 2002–2014. Adelsbo kandiderade även i riksdagsvalet 2014 och blev ersättare. Han var tjänstgörande ersättare i riksdagen för Anna Wallentheim under perioden 1 juli 2016–5 mars 2017.
I riksdagen var Adelsbo ledamot i utbildningsutskottet 2006, justitieutskottet 2006–2014 och Nordiska rådets svenska delegation 2006–2014. Han var suppleant i arbetsmarknadsutskottet, konstitutionsutskottet, näringsutskottet och utbildningsutskottet, extra suppleant i kulturutskottet och socialutskottet samt deputerad i sammansatta justitie- och socialutskottet.